# Aeneis
Aeneis, vyslov énéjis (genitiv Aeneidy), též Aeneida je Vergiliův epos. Je psána latinsky v hexametrech, byla vytvořena v letech 29–19 př. n. l. jako poslední básníkovo dílo. Některé metrické a dějové nedostatky svědčí o nedokončenosti. Skládá se ze dvanácti knih, obsahuje 9 896 veršů.
Aeneis je velmi ovlivněna homérskými eposy, Íliadou a Odysseiou, co do stylu i látky. Prvních šest knih eposu líčí příběh bájného hrdiny Aenea, který uprchl z hořící Tróje a odešel do Itálie, a vytváří tak paralelu k příběhu Odysseie; druhá polovina pak popisuje příchod Aenea a jeho druhů do Itálie a boje s italskými kmeny, čímž je naopak paralelou k vyprávění Íliady. Příběh kromě toho obsahuje množství epizod a vedlejších vyprávění (příběh o kartaginské královně Didoně, která se do Aenea zamiluje, příběh o statečné Amazonce Camille či Aeneovo retrospektivní vyprávění o trojské válce). Aeneas, pojímaný jako praotec římského národa, v básni funguje jako ztělesnění a vzor římských ctností.
Cílem eposu bylo vytvořit národní epos Římanů, srovnatelný s Homérem; zároveň měl epos funkci didaktickou jako poučení o „římských ctnostech“ a rovněž jinotajnou funkci politickou, neboť ideologicky podpořil politiku císaře Augusta, údajného potomka bájného Aenea.

## Obsah

### 1. Kniha
Aeneas s Trójany vyplouvá ze Sicílie do Itálie, ale nedorazí k jejím břehům kvůli větrné bouři způsobené pánem větrů Aeolem, kterého o to požádala bohyně Juno. Lodě jsou nuceny přistát na pobřeží Libye. Aeneova matka a bohyně lásky Venuše přichází za Jupiterem, aby jej prosila o pomoc pro Aenea. Vládce bohů jí vyhoví, odhalí jí, jakým směrem se bude ubírat hrdinův osud. Venuše se poté vydává za Aeneem, kterému se objeví v podobě mladé lovkyně, převypráví mu pohnutou historii Didony, vládkyně Kartága. Dido žila se svým mužem Sycheem ve přímořském městě Tyru ve Foinikii, dokud její bratr Pygmalion nezabil Sychea a nezmocnil se města. Dido varovaná přízrakem zabitého Sychea, prchá z Tyru a kupuje území, na němž nyní buduje Kartágo, které je zasvěceno bohyni Iuno.
Aeneas se vydává do samotného Kartága nepozorovaně, obestřen mlhou, která mu zajišťuje neviditelnost. Cestou k královninu paláci Aeneas pozoruje výstavbu Kartága, mezitím již dorazí část Trójanů, mají u Didony slyšení, převyprávějí své útrapy. Aeneas vystoupí z mlhy, která jej halila a promluví ke královně. Dido má s Trójany soucit a na počest jejich záchrany uspořádá hostinu. Venuše sesílá bůžka lásky Kupida s podobou Aeneova malého syna Iula Askania, který vznítí v Didoně lásku k Aeneovi. Na konci hostiny Dido žádá Aenea, aby jí vypravoval svůj příběh od vyvrácení Tróje.

### 2. Kniha
Aeneas s bolestí líčí pád Tróje. Řekové postavili před branami Tróje dřevěného koně, do jehož útrob se ukryjí vojáci. Zbytek vojsk předstírá ústup a odpluje na blízký ostrov Tenedos. Trójané se vydávají před hradby, názory na dřevěného koně se různí, Láokoón, kněz boha moří Neptuna, varuje Trójany před možnou lstí a vrhne po něm oštěp, který se zabodne do koně. Sinón, zrádný voják z řeckých řad, který se nechal od Řeků svázat, působí při přemlouvání na Trójany přesvědčivě. Priamos, král Tróje mu uvěří a nechá jej osvobodit. Láokoón se chystá obětovat Neptunovi, když jej i jeho syny napadnou z moře dva hadi a zabijí. Trójané to chápou jako trest za vrhnutí oštěpu a koně vtahují za hradby. Řekové vyplouvají z Tenedu, Sinón otvírá městské brány, z koně vycházejí vojáci a zabíjejí stráže.
Aeneovi se zjevil duch Hektóra, aby jej vyzval k útěku z Tróji. Aeneas se chopí zbraně, dozví se od Apollonova kněze Panthúse, že nastává poslední hodina Tróje, přesto sesbírá oddíly oděné řeckou zbrojí a s prvotním štěstím se pouští do boje s Řeky. Bojuje se o královský palác, Řekové vítězí díky přesile a palác ničí, pronikají do královské komnaty a řecký náčelník Pyrrhos zabíjí krále Priama. Aeneas propadá hněvu, hledá Helenu, aby ji jako příčinu zkázy zabil, nato se mu zjeví Venuše a posílá jej zachránit otce Anchíse, ženu Kreúsu a syna Iula.
Aeneas jde zachránit otce, ale ten odmítá opustit Tróju, přesvědčí jej teprve zjevení kouzelných plamenů nad Iulovou hlavou, které potvrdí let ohnivé koule. Aeneas bere otce Anchísa do náručí, Iula za ruku a následuje je manželka Kreúsa. U Cereřina chrámu ještě vezmou ochranné bohy Penáty a utíkají z hořící Tróje. Náhle ztrácejí Kreúsu, Aeneas zanechá otce a syna v úkrytu údolí a vydává se pro ni zpátky do Tróje. Zjevuje se mu zemřelá Kreúsa a předpovídá mu náročné cesty, dosažení Itálie, království a sňatek s princeznou. Aeneas odchází k uprchlým Trójanům do idských hor.

### 3. Kniha
Aeneas líčí události po pádu Tróje. Přeživší Trójané staví lodě a vydávají se k Thrákii, Aeneas obětuje bohům, nalezne hrob zavražděného Trójana Polydóra, kterého svěřil Priam thráckému králi, mrtvý Polydóros převypráví Aeneovi svůj příběh. Polydóra náležitě pohřbí a opouští Thrákii. Trójané připlouvají k ostrovu Délos, Bůh Apollo dává Trójanům věštbu, kterou prorokuje jejich rodu velkou budoucnost, musejí ale hledat svou starou matku. Odplují na Krétu, kde chtějí postavit město, ale když Trójany stíhá mor a neúroda, zjistí díky Penátům, že se mají plavit do Itálie. Během plavby kolem Strofad, kde zabijí jalovici a chtějí ji sníst, na Trójany nečekaně zaútočí harpyje, se kterými chtějí bojovat. Harpyje Kelainó jim dává kvůli zabití jalovice a souboji zlou věštbu, že se Trójané dostanou do Itálie, ale město nepostaví, dokud nesnědí své stoly.
Plavba pokračuje k ostraovu Epiros, kde se Aeneas setkává s Andromaché, ženou Hektora. Zde potkává i Priamova syna Helena, který je Apollonův věštec a předpovídá Aeneovi dlouhé putování k Sicílii, Tyrrhénským mořem, musí se také vydat k podsvětní řece, než najde v Itálii znamení v podobě prasnice s třiceti prasátky. Varuje Aenea před Skyllou a Charybdou, nabádá k obětem bohyni Junoně, manželce Jupitera. Radí Aenenovi, aby se v Kúmách setkal s věštkyní Sibylou. Trójané plují kolem břehů jižní Itálie a Sicílie. Míjí sopku Etnu, kterou svrhl Jupiter na obra Enkelada, ten zpod hory plive oheň. Setkávají se s Řekem Achaimenidem, který jim vylíčí, jak jeho druh Odysseus unikl ze spárů Polyféma, jednookého obra lidojeda. Náhle uvidí obra, Aeneas velí k překotnému odplutí, k břehu přibíhají i ostatní Kyklópové, ale loď u nedostihnou. Doráží k ostrovu Drepanos, kde Aeneas pohřbívá svého otce Anchísa. Vítr odvane Trójany od Itálie k africkým břehům.

### 4. Kniha
Dídó rozmlouvá se svou sestrou Annou o své planoucí lásce k Aeneovi. Anna líčí počet afrických ženichů, Aeneas se zdá být příznivým znamením od Iunony, lásku Dídóně schvaluje. Dídó koná oběť bohům. Iuno se domlouvá s Venuší na sňatku Dídóny s Aeneem, Venuše v tom vidí lest. Nakonec se ale dohodnou, že během lovu se strhne bouře, která zažene dvojici do jeskyně, kde spolu stráví noc, ačkoliv tím manželství nevznikne. Punové i Trójané se vydávají na společný lov, skutečně se strhne bouře, Aeneas skončí s Dídó v jeskyni. Zosobněná Pověst létá po Libyi a rozšiřuje zprávu o Aeneovi a Didoně, kvůli kterým upadá říše, mísí ale pravdu se lží. Tímto je pobouřený maretánský král Iarbas, kterého Dídó odmítla v minulosti, ten vysílá prosby k Iovovi vládci bohů na zjednání spravedlnosti. Iupiter pověřuje posla bohů Merkura, aby vzkázal Aeneovi odplout, protože jej a především syna čeká osud v Itálii. A tak se stane. Aeneas po chvíli vnitřního zmatku vydá rozkaz svým lidem ke skryté přípravě lodí na odchod.
Dídó tuto lest prohlédne. Dídó vyčítá, přemlouvá, poukazuje na manželství, zapřísahá, pokud musí odejít Aeneas, ať jí nechá alespoň syna. Aeneas uznává pomoc a její zásluhy, ale on sám nechtěl odcházet ani z Tróje, odchází z vůle bohů. Ačkoliv v něm city vřou, jeho rozhodnutí trvá. Rozhněvaná Dídó řekne Aeneovi, ať tedy jde, hádku končí kletbou a omdlelou ji služky odnesou. Vrcholí přípravy na odplutí. Dídó posílá sestru Annu, aby Aeneas na čas odložil odjezd, ale ten ji nevyslyší. Vrcholí královnino zoufalství, oběti, věštby a sny jí ukazují zlá znamení. Nechává vystavět hranici z manželského lůžka a Aeneovy zbraně jako magický rituál, aby zastřela sebevražedné úmysly. Obětuje podsvětním bohům. Myšlenkami těká nad Trójany, nad svým osudem, nad porušenou věrností k Sychaeovi. Merkur budí Aenea ze spánku, varuje před hrozící zkázou. Aeneas probudí Trójany, nechá odvázat lodě a spěšně vyjíždí. Dídó propadá pomstychtivému hněvu, kdy chtěla nechat zapálit trójské lodě, zabít Askania, opět vzývá podsvětní božstva a sesílá na Trójany kletbu a ukládá Kartágu smrtelnou nenávist k budoucímu Římu. Nechá poslat pro sestru Annu, aby připravila očistný obřad a probodne se Aeneovým mečem. Iuno posílá poselkyni bohů Íris, aby zbavila Dídónu utrpení.

### 5. Kniha
Iupiterova bouře zažene Aenea a jeho druhy na Sicílii, kde jej uvítá král Acestes, který je původem Trójan. Aeneas se shromážděným lidem koná slavnostní oběti na hrobě otce Anchísa, poté Aeneas vyhlašuje, že se na tuto počest budou konat hry – závody lodí, hod kopí, střelba lukem a pěstní zápas. Při obětech vyleze zpoza hrobu pestrobarevný had, který se stáčel do sedmi kruhů na znamení, že se naplnil sedmý rok bloudění. Trojané neví, jestli se jedná o ducha tohoto místa nebo o Anchísova posla. Hry začínají závodem lodí, Aeneas odměňuje vítěze, pokračují běžeckým závodem, následují pěstní souboje, ale zápasníci zprvu váhají, nakonec se ale dají do boje. Začíná lukostřelba, která skončí zvláštním úkazem – naplano vystřelený šíp se na nebi vznítí, ale Aeneas to vysvětluje jako dobré znamení. Nastupuje trójská branná mládež za vedení Iula Askania.
Iuno přikazuje Íris, aby se vydala za trójskými ženami na Sicílii a v podobě Beroe mezi ně zasela odpor k dalším plavbám. Ačkoliv stařena Pyyrgó odhalí lest Íris, ženy se přesto vydají zapálit lodě. Muži se dozvídají o požáru, Iulus se vydává k lodím, ženy se rozutečou a ukryjí. Muži hasí lodě, Aeneas prosí Iupitera o pomoc, který mu sešle déšť na uhašení ohně. Čtyři lodě unikly zničení. Na Aenea padají kvůli oné pohromě pochyby, rozvažuje zdali zůstat a založit město tady nebo odejít. Moudrý Nautés mu poradí, aby nechal starce a ženy tady, a pak se vydal k italským břehům. Aeneovi se zjevuje Anchíses z dovolení Iupitera a říká mu, aby dal na rady, sesbíral nejodvážnější a vyplul. Prvně ale musí sestoupit s věštkyní Sibyllou do podsvětí. Aeneas svolává lid, nechává opravit lodě, Acestovi svěřuje nad místem vládu, zakládá na Sicílii město Acestu. Po devítidenních obřadech vyplouvá. Venuše přichází za Neptunem, aby poskytl Aeneovi klidnou plavbu. Neptun souhlasí, ale podotýká, že na plavbě padne jeden námořník za oběť. Během noční plavby se námořníci usnuli, Palinúra uspal sám bůh Spánek, a svrhl jej z lodi a on umírá nepohřben ve vlnách.

### 6. Kniha
Aeneas přistává na italské břehy a vydává se k Apollonovu chrámu. Aeneas a jeho druhové si prohlíží vyobrazení na branách chrámu, kde je vylíčen příběh Daidala. Poté, co obětuje sedm jhem netknutých býků, volá si jej věštkyně Sibylla do ochrámu. Aeneas pronáší modlitbu k Apollonovi. Poté žádá od Sibylly věštbu. Prostoupena Apollonem předpovídá Aeneovi války, sňatek s cizinkou a nečekanou naději z řeckého města. Aeneas žádá po Sibylle vstup do podsvětí, aby se dostal k otci Anchísovi, musí získat zlatou ratolest – dar pro podsvětní bohyni Proserpinu. Než tam vstoupí, musí také pohřbít druha Míséna, který se chtěl poměřovat s mořským bohem Trítónem, ten jej za trest utopil. Aeneas jej nechává pohřbít a následuje dva holoubky, kteří mu ukazují cestu k zlaté ratolesti. Když ji utrhl, vrací se k Sibylle. Aeneas se chystá u vchodu podsvětí náležité oběti podsvětním božstvům. Poté Sibylla odesílá všechny kromě Aenea pryč, ten musí tasit meč.
V první části podsvětí sídlí démoni zhouby a smrti, obludy. Přichází k řece Acheron, Kókytos vidí starce – převozníka duší Charóna. Aenas pozoruje čekající duše a prosí Sibyllu o vysvětlení. Přeplavit se přes řeku Styx smí řádně pohřbené duše, nepohřbení musí čekat sto let. Aeneas potkává své zemřelé druhy i kormidelníka Palinúra a promlouvá s ním. Charón pozná živého Aenea a prvně jej nechce převést, po ukázání zlaté ratolesti svolí. Když se na druhém břehu přibližují k pekelnému psu Kerberovi, začne štěkat a nechce je pustit. Sibylla mu předhodí koláč s uspávajícími účinky. Cesta dál je volná, míří do míst, kde dlí předčasně zesnulá nemluvňata, nespravedlivě odsouzení, které soudí soudce Mínos, k těmto místům patří také sebevrazi. Následují Pole smutku, která obývají nešťastní milenci, zde Aeneas potkává Dídó, obrací se k ní s omluvou a vysvětlením, ale ona odvrací tvář, neodpovídá a prchá za manželem Sychaem. Aeneas kráčí místy padlých bojovníků, obklopují ho Trójané, Řekové utíkají strachy, potkává Priamova syna Déifoba, vypráví, co zažil při pádu Tróje, že Helena byla jeho žena po Paridově smrti. Déifoba odzbrojila a Meneláos jej zabil. Sibylla řeč utíná, protože se ještě mají vydat nalevo do Tartaru trestnice provinilých a napravo do sídla blažených – Élysia.
Aeneas vidí nedobytnou pevnost obehnanou třemi hradbami, vstup beze spánku střeží bohyně pomsty Tísifoné, kolem plyne plamenná řeka Flegethón. Aeneas slyší ozývající se nářek a bití, ptá se Sibylly. Ta vypráví o soudci Rhadamanthovi, který zde vede výslech, nutí k doznání, předává Erínyím táhnoucím odsouzence do jámy Tartaru. Popisuje provinilce Titány, obry Ótose a Efialta, krále Salomónea, dále Titya, Pertithoa, Ixiona, Peirithoa, Thésea a Flegya. Tím Sibylla končí, protože počet trestů i provinilců je bezpočet. Aeneas má splnit úkol – odevzdat dar Proserpině, omývá se očistnou vodou a vsadil zlatou ratolest u prahu paláce.
Dvojice vstupuje do Élysia, místa světla, pokoje, tance a zpěvu. Aeneas vidí pěvce Orfea, bezúhonné a zasloužilé lidi, vojáky, kněží, básníky a umělce – všechny zdobené bělostnými vínky. Básníka Músáia se ptají na cestu. Konečně se setkává s otcem Anchísem, třikrát se jej snaží objemout, ale u nehmotného ducha to nejde. Zahlédne údolí řeky zapomnění Léthé, z níž celé zástupy lidí předurčených osudem k návratu do jiného těla pijí vodu, aby zapomněli minulost. Anchíses vypráví Aeneovi o světové duši, z níž pochází všichni živí tvorové mající ohnivou duši nebeského původu, ta se odívá do těla. Duše po smrti prochází očistou živlů od tělesnosti a provinění, jen málo duší zůstává v Élysiu, ostatní se vrací zpátky na svět. Tento oběh trvá tisíc let. Anchísés přivádí Aenea k shluku duší budoucích pokoleních, ukazuje nacházející vládce z italské větve, zakladatele Říma – Romula. Prorokuje slávu rodu pocházející z Iula Askania, z něhož vzejde Caesar, císař Augustus, který má přinést zlatý věk. Předpovídá světovládu Římské říše. Ukazuje římské krále a Bruta zakladatele římské republiky, představuje velké osobnosti časů republiky, slavné velitele vojsk. Poslání Říma je podrobit si svět proto, aby se na něm udržel mír. Poté se objevuje smutný Marcus Claudius Marcellus (zeť Augusta), který přes vynikající vlastnosti zemřel v rozkvětu mládí. Anchíses vzbuzuje v Aeneovi nadšení, líčí mu boje, které ho čekají i budoucí slávu. Aeneas a Sibylla procházejí kolem dvojí brány boha Snů, jedna je z rohu pro skutečné duchy a druhá ze slonoviny pro klamné vidiny. Aeneas po odchodu slonovinovou branou spěchá k lodím a druhům.

### 7. kniha
Aeneas pohřbil svou opatrovnici Kajetu. Poté obeplouvá ostrov Čarodějky Circe, následně se vydává do Itálie, pluje ústím řeky Tibery. Vyloďuje se na v zemi lavrentského krále Latína. Přichází vylíčení bývalého stavu Latia, dojde k vyplnění věštby harpije o snědených stolech. Aeneas založil a opevnil tábor, poté vysílá posly ke Latinskému králi, dává králi dary a žádá jej o to, aby mu povolil obývat obsazené území. Král to Aeneovi dovoluje a chce za Aenea provdat svou jedinou dceru, která neměla být podle věštby nikomu zasnoubena. Tyto události vyvolávají v bohyni Juno opět hněv, proto povolává z podsvětí furii Allekto, ta poštvává latinskou královnu Amatu, ale především přivádí k nesmiřitelnému hněvu Turna, mocného bojovníka a vládce Rutulů, který se o Lavinii bez úspěchu ucházel. Allekto způsobí boje mezi trójskými zemědělci. Král Latinus se snaží dojednat mír mezi znepřátelenými stranami, ale neuspěl. Samotná Juno otevírá doširoka brány války. Turnus vyhlásí válku proti Trójanům, což okamžitě polarizuje kmeny z celé Itálie a schyluje se k velké válce.

### 8. kniha
Turnus se snaží získat Latákii na svou stranu, vysílá poselstvo ke králi Diomédovi, aby se s přidal k němu v boji proti Trójanům. Aenea ve snu napomíná říční bůh Tiberinus, aby se vydal na plavbu po řece nahoru. Dostává se k hradu Pallanteu, kde sídlí přestěhovaný král Arkadie  Evandrus. Potká jej zrovna při slavnostech věnovaných Herkulovi, který kdysi zabil na oněch místech lupiče Káka. Aeneas získává Evandra za spojence, který mu poskytuje čtyři stovky jezdců. Do čela této družiny král staví svého syna Pallasa. Část Aeneových poddaných se vydá nazpět po vod. Ostatní se s Aeneem vydají podle Evandrovi rady za Etrusky, které by Aeneas mohl získat na svou stranu. Vedou totiž válku s Turnovým spojencem tyranem Mezentiem. Etruskové na Aeneův návrh přistupují, protože jim věštba předpověděla, že mají hledat za svého vůdce cizince. Aeneas na cestě k Etruskům nachází novou nádhernou zbroj, kterou mu vyrobil bůh Vulkán na přání Aeneovy matky Venuše. Zvláštní pozornost se věnuje Aeneově štítu. Jsou na něm vylíčeny skvělé hrdinské skutky budoucích Aeneových potomků, kteří proslaví Řím.

### 9. kniha
Zatímco Aeneas sbírá spojence, Turnus se v jeho nepřítomnosti chystá spálit trójské lodě. Tento úmysl zhatí Jupiter, kterých se nechá obměkčit od božské matky Idejské, takže plavidla nechá proměnit v mořské nymfy. Trójané Euryalus a Nisus se společně vydají varovat Aenea před hrozícím nebezpečím hrozícím od Rutulů. Podaří se jim sice proniknout až do rutulského tábora a porazit mnoho nepřátelských bojovníků, ale sami skončí v obklíčení a přemoženi přesilou padnou. Ráno se vydá Turnus se svými vojsky obléhat Trójský tábor, který se proti útoku odvážně brání. Euryalova matka spatří před hradbami hlavu svého syna nabodenou na kůl a zachvátí ji smutek a žal nad padlým potomkem. Bitva se rozpoutá naplno. Aeneův syn Askanius se projeví mnohými hrdinskými činy. Mocný Pandarus a Bitias úmyslně vlákají rutulské bojovníky včetně Turna do trójského opevnění, aby je mohli obklíčit. Valečník Turnus pobije spoustu Trojanů, nakonec je obklopen množstvím protivníkům, obklíčení prolomí a unikne skokem do řeky, aby se vrátil ke svému vojsku.

### 10. kniha
Zasedá sněm bohů, Venuše i Juno se na něj obracejí se stížnostmi a prosbami týkajícími se války, on se je snaží dosáhnout smíru mezi znepřátelenými stranami. Nakonec celá pře končí tím, že se Jupiter vzdává jakéhokoliv zasahování do chodu bojů, takže od nynějška se válka bude řídit osudem. Rutulové mezitím opakovaně útočí na trójské hradby. Aeneas se plaví s Arkaďany a Etrusky na pomoc svým lidem v obležení. Mořské nymfy, které byly dříve trojskými loděmi, připlouvají za Aeneem, aby mu pověděli vše, co se mezitím událo. Aeneas se vylodí u obležení a pustí se do boje s rutulskými šiky. Během boje Turunus zabije Pallase. Aeneovy sbory porážejí nepřátelské oddíly, Askanius dělá výpad na obléhatele, otcovy a synovy jednotky se spojí, obkličují Turna. Juno ho z ohrožení vysvobodí, vítr jej zanese na protější Ardejský břeh. Aeneas v bitvě zabije Mezentia i jeho syna Lausa.

### 11. Kniha
Aeneas nechá vztyčit sloup bohu Marsovi na počest vítězství, poté vyšle poselstvo ke králi Evandrovi s Pallasovým tělem, uzavře příměří, aby Latinové mohli pohřbít padlé bojovníky. Na sněmu usiluje latinský král o smír. Turnus se nechal vyprovokovat Drancem, aby vyzval Aenea na souboj. Ale ten se účastní tažení proti Laurentům. Turnus proti Aeneovi posílá Kamillu a Messappa s jezdeckými oddíly a sám čeká v záloze. Bohyně Diana předpovídá záhubu Kamilly a vysílá nymfu Opisu, aby pomstila její smrt. Kamila si vede v bitvě velmi udatně, Arruns ji skolí šípem a za to ho Opisa zabije střelou z luku. Rutulové se dávají na útěk, Turnus opouští zálohu a spěšně se vydává bránit město. Aeneas jej pronásleduje. Nastává noc a obě strany se opevňují.

### 12. Kniha
Turnus pozoruje, že Latinové ztrácejí síly, a proto vyzývá Aenea na souboj. Král Latinus Aenea od tohoto souboje odrazuje. Když k Aeneovi dorazí poselstvo od Turna, nakonec k souboji přistoupí, dohodu rituálně potvrdí. Neočekávaně událostmi zamíchá Turnova sestra Juturna a poštve Rutulany do boje. Aeneas z nastalého zmatku vyvázne se zraněním.  Vypukne bitva, kde se Turnovi daří všechny porážet.  Venuše uzdraví Aenea, aby se mohl vrátit do boje, ale nemůže kvůli Juturně svého soka nikde najít. Zaútočí na město. Královna Amáta ze zoufalství spácha sebevraždu oběšením. Nakonec se na bitevní poli objeví Turnus, aby se utkal s Aeneem. Aeneas v boji nad Turnem zvítězí, jakkoliv by svého nepřítele Turna ušetřil, tak jej přece kvůli Pallasově pásu, který na něm uviděl, zabije.

## Působení a další zpracování
Aeneis hluboce ovlivnila celou římskou, ale i středověkou kulturu, spolu s homérskými eposy patřila k jejím nejzákladnějším dílům. Je jedním z děl klasického kánonu, který byl po staletí základem studia latiny a filologie. Aeneis se stala se vzorem i inspirací pro mnoho dalších literárních děl, např. pro Dantovu Božskou komedii, kde je Vergilius ztělesněním umění a lidské duševní síly.
V novověku se objevují překlady do národních jazyků. Zajímavostí je parodie Aeneidy Ivana Kotljarevského (1798), která stála u zrodu ukrajinské literatury, jakož i její stejnojmenné operní zpracování Mykoly Lysenka.

### Opera
Námět byl také hudebně zpracován mnoha skladateli:
- La Didone, 1641, Francesco Cavalli
- Dido and Aeneas (první anglická opera), 1689, Henry Purcell
- Enea in Caonia, 1727, Johann Adolf Hasse
- Enea nel Lazio , 1734, Nicola Porpora
- Trójané (Les Troyens), 1858, Hector Berlioz
- Aeneida, 1910, Mykola Lysenko

## České překlady
Do češtiny byla Aeneis přeložena několikrát, a to časoměrně Karlem A. Vinařickým v roce 1851 a Antonínem Škodou v roce 1877. Z dalších překladů např. Rudolf Hudec (Kniha I.–II., 1940, 1941, Kniha III.–V., 1941, Kniha VI.–VIII., 1940, 1941). V přízvučném hexametru pak dílo přeložil Otmarem Vaňorným (jako Aeneis, 1933, jako Aenéis, 1941, jako Aeneis, 1970), z něho pak vyšel i modernější překlad Rudolfa Mertlíka (jako Aeneis, 2011).
VERGILIUS. Aeneis. Vyd. 1. Praha: Academia, 2011, 479 s. ISBN 978-80-200-1997-4. (přeložil Rudolf Mertlík na základě překladu Otmara Vaňorného; doslov napsal Martin C. Putna)

## Online dostupné dílo
- VERGILIUS. P. Virgilia Maróna Spisy básnické. Překlad Karel Alois Vinařický. Praha: [České museum], 1851. 297,143 s. Dostupné online. Spis Aeneida, s. 1–297.
- Překlad Otmara Vaňorného na stránkách Městské knihovny v Praze